# Лист на ветру
«Лист на ветру» (англ. A Leaf in the Wind) — второй эпизод мультсериала «Аватар: Легенда о Корре». Оригинальная премьера состоялась 14 апреля, а в России 2 сентября на канале Nickelodeon.

## Сюжет
Корра хочет пойти на спортивный матч, но Тензин ей не разрешает и заставляет учиться. Она должна пройти через вращающиеся двери, не задев их. Джинора показывает как надо, но у Аватара не получается. К ночи она злится из-за этого, но слышит по радио комментатора игры и увлечённо его слушает с орденом Белого лотоса. Тензин, узнав об этом, отключает радио и ругает Корру. На следующий день он учит её медитировать, но она жалуется на отсутствие свободы и уходит. Ночью она тайно уплывает с острова в Республиканский город и идёт на игру. В спортзале она знакомится с Болином, который прикрыл её от озлобленного тренера, и парень ведёт её на матч, являясь членом команды «Огненные хорьки». Он представляет ей своего брата Мако, но тот не слишком рад знакомству с девушкой. Спортсмены идут выступать на турнире, в котором не должны выпасть за ринг, пытаясь столкнуть противников с него при помощи магии стихий. При счёте 1:1 третий член команды, Хасук, паршиво играет и выпадает с Болином за ринг. Мако изматывает соперников, уклоняясь от их атак, и побеждает в одиночку. После игры он ругает Хасука за ошибки, и последний в гневе уходит. Корра восхищается игрой Мако, но он безразличен к ней. Девушка просит Болина поучить её спортивным движениям, и братья также узнают, что она Аватар.
В спортзале она показывает, что умеет, а на следующий день снова тренируется в храме, но опять не может пройти через двери и сжигает их. Она ругается с Тензином и идёт к Мако и Болину. Хасук не пришёл на игру, и Корра присоединяется к ним в команду, несмотря на возражения Мако. Из-за неопытности Корра нарушает правила во время игры, а также проявляет магию нескольких стихий, а не одной, как требуют правила, и по радио сообщают, что Аватар участвует в матче. Услышав это, разъярённый Тензин отправляется к ней. Соперники лидируют, и когда Корру выбрасывают с ринга, она встречает пришедшего Тензина. Они снова ссорятся, и Корра полагает, что магия воздуха ей не нужна. Она идёт продолжать игру, и противники её зажимают, пока их маг воды удерживает Мако и Болина. Уходя, Тензин замечает, что Корру побеждают, и остаётся досмотреть. Однако внезапно она начинает двигаться как на тренировках магии воздуха и уклоняется от атак соперников. Затем она сбрасывает вымотавшихся противников с ринга и приносит победу команде. Тензин рад, что она обучилась движениям магов воздуха, а Мако благодарит и хвалит её за победу. Вечером Корра мирится с Тензином и сообщает, что через 2 недели будет участвовать в чемпионате, присоединившись к команде. Мако смотрит на её остров, а она — на спортивную арену, где шли соревнования и где живут Мако и Болин на чердаке.

## Отзывы

Динамика оценок IGN к эпизодам 1 сезона мультсериала

Макс Николсон из IGN поставил эпизоду оценку 8,5 из 10 и написал, что «второй эпизод предложил нам поближе познакомиться с захватывающим новым миром спортивной магии». Критику было «приятно видеть, что в „Корре“ появляется своё собственное трио как в „Звёздных войнах“ в виде „Огненных хорьков“». Рецензент почувствовал, что «здесь возможен любовный треугольник», и порадовался этому, ведь он «любитель подобных вещей». Николсону также «было приятно смотреть» на участие Корры в спортивной игре. Ещё ему особо понравилось то, что когда Аватар сбежала с острова, Джинора не смогла за ужином дать отцу Тензину обещание, что не вырастит такой же бунтаркой как Корра.
Эмили Гендельсбергер из The A.V. Club поставила эпизоду оценку «A-» и отметила, что «„Лист на ветру“ устанавливает личные сюжетные арки для персонажей: трудности Корры с овладением магии воздуха, спортивные соревнования и отношения с братьями из „Огненных хорьков“». Каси Феррел из Den of Geek сравнивала Болина с Соккой, а Мако — с Зуко. Screen Rant поставил серию на 10 место в топе лучших эпизодов мультсериала.